# Niegripp
Niegripp ist ein ländlich geprägter Ortsteil der Kreisstadt Burg (bei Magdeburg).

## Lage
Niegripp liegt sieben Kilometer westlich vom Burger Stadtzentrum entfernt und ist an allen Seiten von Wasser umgeben. Am Ort führen die Elbe und der Elbe-Havel-Kanal vorbei, der Niegripper Verbindungskanal im Süden und der Niegripper Altkanal im Norden verbinden beide Wasserwege. Der Wasserreichtum wird durch den am östlichen Ortsrand gelegenen 120 Hektar großen Niegripper See, eine frühere Kiesgrube, vollendet, der als Naherholungsgebiet genutzt wird.
Durch Niegripp verläuft die Kreisstraße 1215 / Landesstraße 52, die im Norden zur Kreisstadt und im Süden zum Nachbarort Hohenwarthe mit Anschlussstelle an die Autobahn A2 führt. Landwirtschaftliche Nutzflächen fassen den Ort im Süden und Norden ein. Zur einen Kilometer entfernten Elbe breitet sich ein Feuchtgebiet der Elbaue aus.

## Geschichte

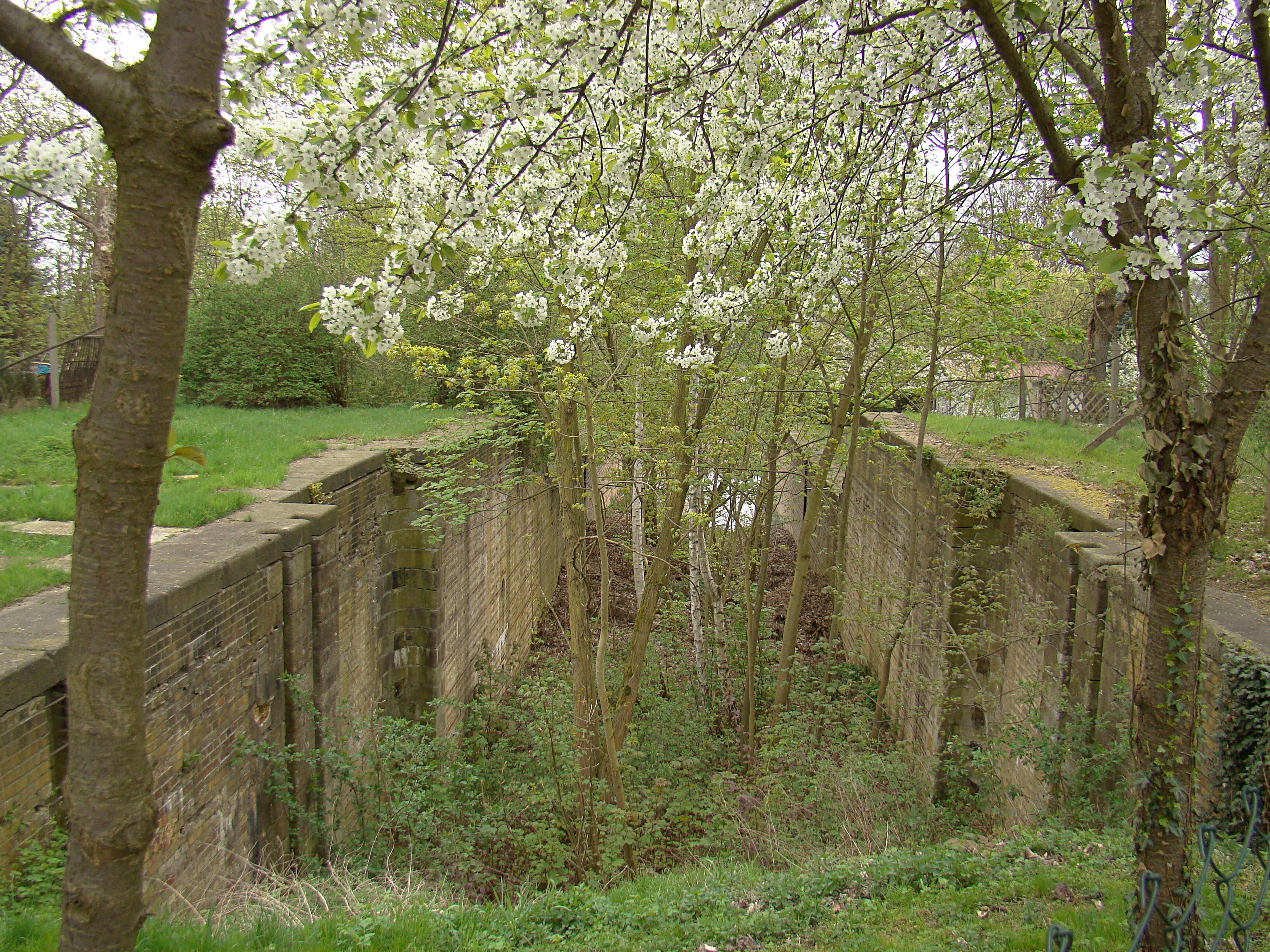
Alte Schleuse

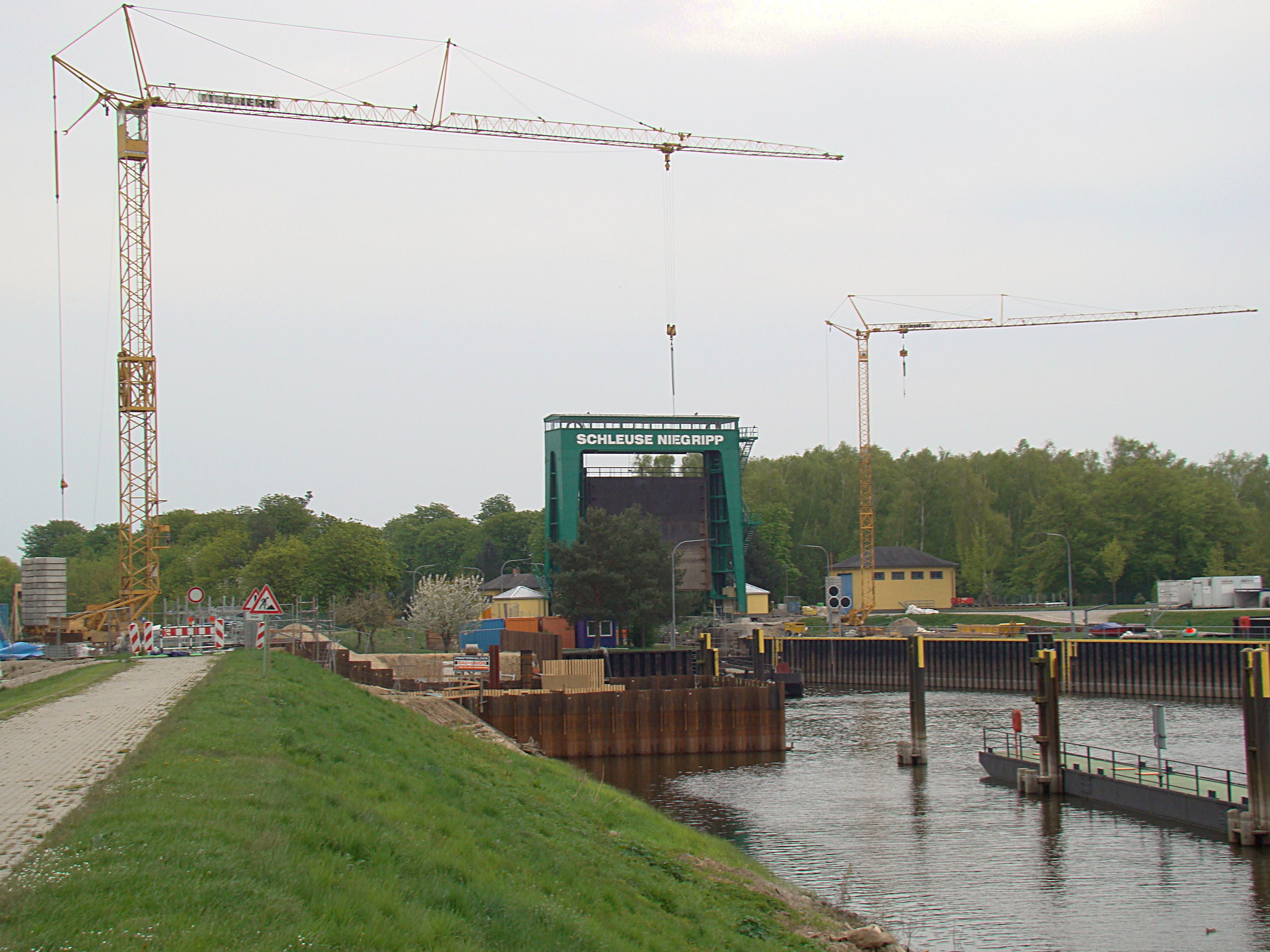
Neue Schleuse

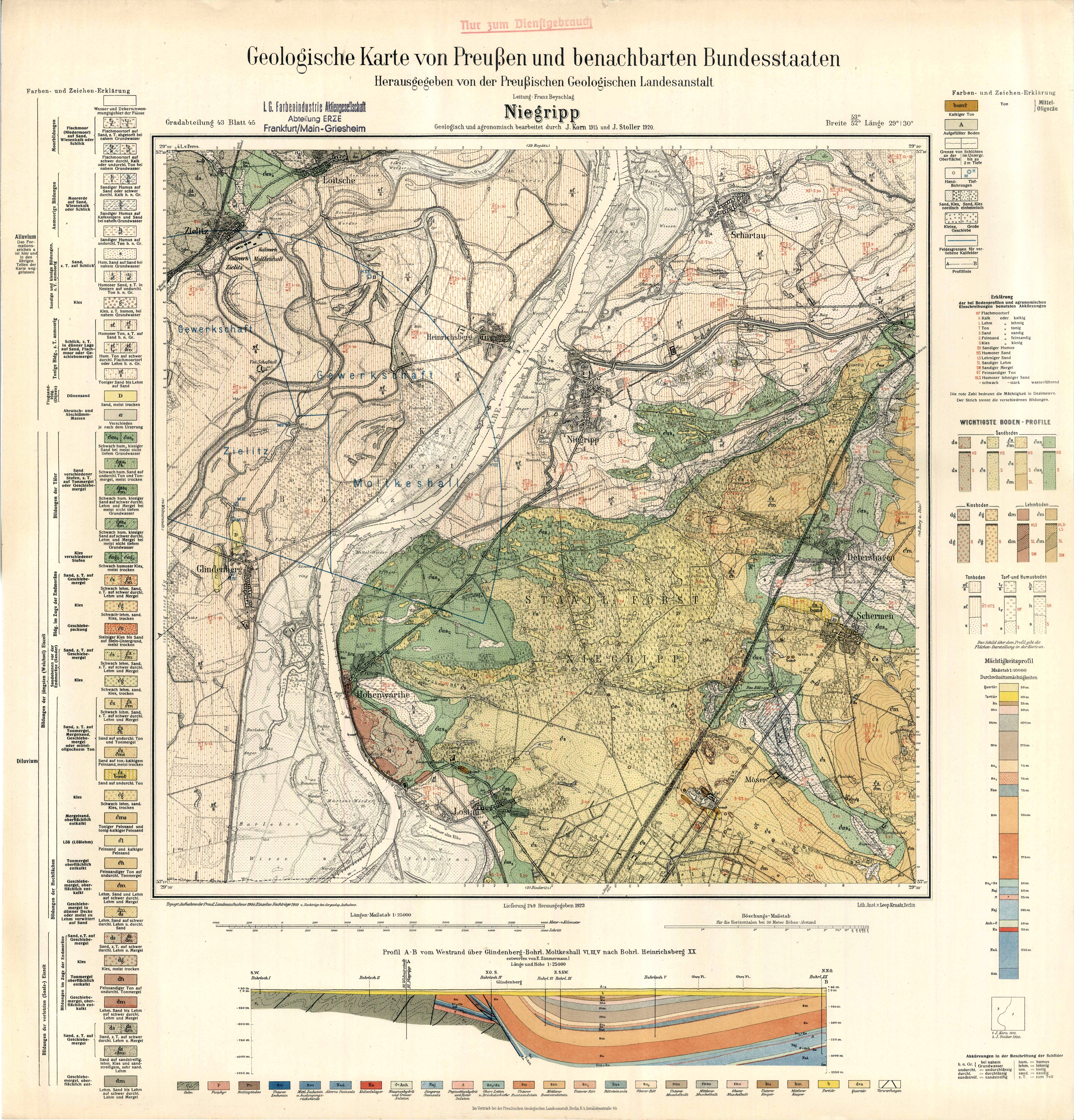
Geologische Karte Niegripp

Da der Ortsname slawischen Ursprungs ist, wird das Niegripper Gebiet bereits im 10. Jahrhundert bewohnt gewesen sein. So soll der Ort auch schon 948 im Zusammenhang mit dem am gegenüberliegenden Elbufer gelegenen Heinrichsberg erwähnt worden sein. Nach dem „Handbuch der Historischen Stätten Deutschlands“ (siehe Quellen) stammt die erste Erwähnung Niegripps aus dem Jahre 1136. In den Jahren 1158 und 1185 werden als Vasallen des Magdeburger Erzbischofs Wichmann von Seeburg Gisilbert und Nikolaus von Nigrebe aufgeführt. Das Erzbistum unterhielt in Niegripp eine Burg, die im Jahre 1215 durch Kaiser Otto IV. im Kampf gegen seine staufischen Widersacher vergeblich belagert wurde. Von der Familie von Niegripp ist 1368 letztmals die Rede.
1428 wurde Niegripp an zwei Magdeburger Bürger verpfändet. Anschließend stritten sich das Erzbistum und die Stadt Magdeburg um den Ort, der schließlich 1432 durch den Stadthauptmann Henning für die Stadt erobert wurde. 1458 wird die Adelsfamilie von Treskow als Eigentümer des Ortes und des Schlosses genannt. Sie verkaufte 1466 das von Raubrittern besetzte Schloss an den Magdeburger Erzbischof Johann. Neben den von Treskows waren in der Folgezeit auch so bekannte Familien wie die von Erxleben und von Wulffen im Ort ansässig. Sowohl im Dreißigjährigen Krieg als auch bei der Elbeflut von 1655 trug Niegripp schwere Schäden davon, von denen sich das Schloss nicht erholte und im Laufe der Zeit verfiel.
Mit dem Ende des Erzbistums Magdeburg kam der Ort 1680 unter die brandenburgisch-preußische Landesherrschaft. Preußens König Friedrich Wilhelm I. erwarb um 1730 das Schlossgut Niegripp und andere benachbarte Besitzungen zur Schaffung eines Domänenamtes für seinen Sohn Prinz Heinrich. Im Jahre 1732 veranlasste der König den Bau einer stattlichen Kirche in Niegripp (siehe Bauwerke) und drei Jahre später die Einrichtung einer Schule. Als Preußen 1815 seine Territorialverwaltung reformierte, wurde Niegripp in den Kreis Jerichow I mit der Kreisstadt Burg eingegliedert.
Zur Erweiterung des im 18. Jahrhundert gebauten Plauer Kanals wurde in den Jahren 1865 bis 1871 der Ihlekanal geschaffen, der nördlich von Niegripp mit einer Schleuse (Alte Schleuse Niegripp) zur Elbe hin seinen Anfang nahm. Den günstigen Verkehrsweg und die vorhandenen Abbaugebiete nutzten mehrere Ziegeleien, sich im Niegripper Raum anzusiedeln. Im Jahre 1885 waren zwischen Niegripp und dem benachbarten Schartau zwölf Ziegeleien in Betrieb. Sie prägten bis zum Niedergang der Ziegelindustrie nach dem Ersten Weltkrieg die wirtschaftliche Struktur des Ortes. Danach musste er zu seiner hergebrachten landwirtschaftlichen Prägung zurückkehren. Dies tat der Entwicklung allerdings keinen Abbruch, denn die Einwohnerzahl Niegripps stieg von 1012 im Jahre 1910 auf 1274 im Jahre 1939 an. Mit dem Ausbau des Ihlekanals als Teil des neuen Elbe-Havel-Kanals wurde 1938 nach zweijähriger Bauzeit die südlich des Ortes gelegene neue Niegripper Schleuse in Betrieb genommen. Die alte Schleuse war noch bis 1942 für Sportboote nutzbar und wurde danach endgültig außer Dienst gestellt.
Mit der DDR-Gebietsreform kam Niegripp 1952 in den Kreis Burg. Die Elbfähre nach Heinrichsberg wurde 1955 stillgelegt. 1964 hatte sich die Zahl der Einwohner auf 1182 verringert. Der Abwärtstrend hielt auch nach der Wende von 1989 an, obwohl mit einer Agrargenossenschaft und mehreren Baubetrieben eine günstige Infrastruktur geschaffen wurde. Am 1. Dezember 2002 erfolgte die Eingemeindung nach Burg.

## Politik

### Bürgermeister
Der ehemalige Magdeburger Oberbürgermeister Wilhelm Polte wurde zum Ortsbürgermeister gewählt.

### Wappen
| | Blasonierung: „In Silber über silbernem Wellenschildfuß zwischen zwei beiderseits aus dem Schildrand hervorkommenden roten gefugten Ufermauern ein erniedrigtes geschlossenes schwarzes Schleusentor, darüber ein blauer Schleusenoberbau, bestehend aus Querbalken und zwei gegeneinander geschrägten Pfeilern, in der Mitte ein golden-bewehrter schwarzer Adler mit silbernen Kleestengeln auf den Flügeln.“ |
| Wappenbegründung: Das Dorf kam im 18. Jahrhundert mit dem Kauf durch König Friedrich I. und Schenkung an dessen Sohn Heinrich. Über viele Generationen blieben die Niegripper dem Hause Hohenzollern eng verbunden und verdankten deren geschickten Wirtschaftens und die Schaffung vieler Bauten und Einrichtungen ihren aufkommenden Wohlstand. Diese Beziehung ist bis heute tief im Bewusstsein verankert. Ein weiteres besonderes Merkmal ist die Niegripper Schleuse. Sie kann als das weithin sichtbare Wahrzeichen des Ortes angesehen werden. Das Wappen wurde vom Kommunalheraldiker Jörg Mantzsch aus Magdeburg gestaltet und am 29. März 2016 unter der Registratur 46 ST in die Deutsche Ortswappenrolle des HEROLD eingetragen und dokumentiert. Gestiftet wurde es vom Niegripper Carneval Club e. V., um es als Symbol der örtlich-lokalen Identität außerhalb von Amtshandlungen zu führen. | |

## Bauwerke
- Die Dorfkirche Niegripp wurde 1732 auf Veranlassung des preußischen Königs Friedrich Wilhelm I. durch den Landmesser Friedrich August Fiedler errichtet.
- Die Schleuse Niegripp, auch als Neue Schleuse bezeichnet, wurde zusammen mit dem Schiffshebewerk Rothensee nach zweijähriger Bauzeit im Jahre 1938 in Betrieb genommen. Sie dient dazu, Schiffe auf dem direkten Weg von der Elbe aus Richtung Norden in den Elbe-Havel-Kanal zu führen. Dazu passieren die Schiffe den 1,8 km langen Niegripper Verbindungskanal nordöstlich von Magdeburg. Die Bedeutung der Schleuse hat mit der Eröffnung der Trogbrücke über den Mittellandkanal stark abgenommen. Die Schleusenkammer ist 167,60 m lang und 12,20 m breit, der Baukörper besteht aus Stahlbeton, die Kammerwände sind verankerte Stahlspundwände und die Schleusentore sind aus Stahl gefertigt.
- Die Alte Schleuse Niegripp

## Vereine und Kultur
In Niegripp existieren zahlreiche Vereine und kulturelle Einrichtungen, darunter
- der Niegripper Carnevalclub NCC[5]
- die Sportgemeinschaft SG Blau-Weiß[6]
- der Fanfarenzug (Teil der SG Blau-Weiß)
- die Abteilung Kanu des SG-Blau-Weiss Niegripp[7]

## Söhne und Töchter (Auswahl)
- Hans Otto von Treskow (1692–1756), preußischer Generalmajor
- Joachim Christian von Tresckow (1698–1762), preußischer Generalleutnant
- Wilhelm Polte (* 1938), Politiker, Oberbürgermeister von Magdeburg